# Aleksander Przygodziński
Aleksander Przygodziński (ur. 23 stycznia 1942 w Masłowicach k. Radomska, zm. 2 marca 2016 w Częstochowie) – polski działacz opozycyjny w okresie PRL, przywódca częstochowskiej „Solidarności”, tokarz.

## Życiorys
Od 1960 pracował w Wydziale Obróbki i Montażu Huty im. Bolesława Bieruta (HBB) w Częstochowie. 
Od września 1980 należał do „Solidarności”. Był członkiem Komitetu Założycielskiego i przewodniczącym Komisji Zakładowej (KZ) w HBB (od stycznia 1981). W 1981 wszedł w skład Zarządu Regionu Częstochowa, od października członek Komisji Krajowej. Brał udział w I Krajowym Zjeździe Delegatów NSZZ „Solidarność” (nr mandatu: 06011).
13 grudnia 1981, w chwili wprowadzeniu w Polsce stanu wojennego, przebywał w Gdańsku, gdzie współorganizował Krajowy Komitet Strajkowy w Stoczni Gdańskiej, działający do 16 grudnia. Po powrocie do Częstochowy został internowany, a następnie aresztowany i skazany na 6 lat więzienia. Zwolniony na mocy amnestii w 1983. Współorganizator Ogólnopolskich Pielgrzymek Ludzi Pracy na Jasną Górę (od 1983). Brał udział w tworzeniu podziemnej Regionalnej Komisji Koordynacyjnej NSZZ „Solidarność” w Częstochowie (1985), uczestniczył w wydawaniu, redagowaniu i drukowaniu podziemnego pisma „Wytrwamy” (od 1985). Wielokrotnie zatrzymywany i aresztowany. Inwigilowany przez MO i SB. Zaangażował się w reaktywowanie legalnej Solidarności. W 1989 był przewodniczącym Komisji Zakładowej w HBB i Regionalnej Komisji Wykonawczej w Częstochowie.
W latach 1991–1995 przewodniczący Zarządu Regionu Częstochowskiego NSZZ Solidarność. Współzałożyciel Stowarzyszenia Więzionych, Internowanych i Represjonowanych „WIR”. Odznaczony Krzyżem Komandorskim Orderu Odrodzenia Polski oraz Krzyżem Wolności i Solidarności.
Został pochowany 7 marca 2016 na cmentarzu w Strzelcach Małych.